# Карлсон, который живёт на крыше (мультсериал, 2002)
«Карлсон, который живёт на крыше» (швед. Karlsson på taket) — шведско-норвежско-немецкий мультипликационный сериал в 26 эпизодах, вышедший в 2002 году и демонстрировавшийся на телеэкранах с 2003 года. Снят немецкой кинокомпанией Trickompany. Телесериал монтирован немецкой компанией Kirch Media в сотрудничестве со Svensk Filmindustri. Режиссёр — Вибек Идсе. Исполнительный продюсер — Керстин Бонниэр. Снят по трилогии о Малыше и Карлсоне шведской писательницы Астрид Линдгрен.
Серия была показана несколько раз на SVT1 и Barnkanalen, а также выпускалась на  DVD

## Озвучка
- Карлсон — Бьорн Ульвеус
- Малыш — Фрида Альсдест
- мама — Пернилла Аугуст
- папа — Аллан Свенссон
- Филле — Магнус Херенстам
- Рулле — Брассе Бреннстрём
- фрекен Бок — Маргарета Крок
- дядя Юлиус — Нильс Эклунд